# Lawhill
Lawhill – żaglowiec, czteromasztowy bark (2 942 BRT, 2 749 NRT), żaglowiec handlowy. Służył w fińskiej flocie Gustafa Eriksona w okresie 1917-1941. Staranował SS Niemen w kolizji w 1932 roku.
Wodowany 24 sierpnia 1892 w stoczni W.B. Thompson & Co. w Dundee dla armatora Charlesa Barrie w Dundee. Przez następne lata używany był jako statek handlowy na trasach oceanicznych, zmieniając armatorów w 1900 na Anglo-American Oil Co. w Londynie, a w 1911 na G. Windram & Co. w Liverpoolu. 14 czerwca 1914 został zakupiony przez fińskiego armatora Augusta Troberga w Mariehamnu, stając się największym fińskim ówczesnym statkiem.
W 1917 "Lawhill" został zakupiony przez fińskiego armatora Gustafa Eriksona, stając się pod jego flagą znanym żaglowcem. W 1918 został zatrzymany przez Francuzów, lecz w następnym roku zwrócony właścicielowi. W następnych latach pracowicie przewoził głównie pszenicę na trasie między Europą a Australią, lecz także inne ładunki. "Lawhill" był jednym z najbardziej efektywnych żaglowców handlowych; przez Eriksona nazywany był lucky Lawhill ("szczęśliwy Lawhill"). Wczesnym rankiem 1 października 1932 w kolizji w Kattegatcie "Lawhill" zatopił polski parowiec s/s Niemen (kapitan "Lawhill" Johan Arthur Herman Söderlund został oczyszczony od odpowiedzialności). Jedyną śmiertelną ofiarą wypadku był drugi oficer żaglowca. II wojna światowa zastała "Lawhill" na południowym Pacyfiku, gdzie kontynuował rejsy handlowe.
W 1941 (lub 1942) "Lawhill" został skonfiskowany przez rząd Związku Południowej Afryki, gdyż Finlandia walczyła po stronie Osi. Po wojnie pływał początkowo u południowoafrykańskich armatorów. W 1948 został zakupiony przez portugalskiego armatora, lecz stał nieużywany w Mozambiku do roku 1958, kiedy został sprzedany na złom. Okręt bliźniaczy: Jutepolis